# トーマス・ファーレル

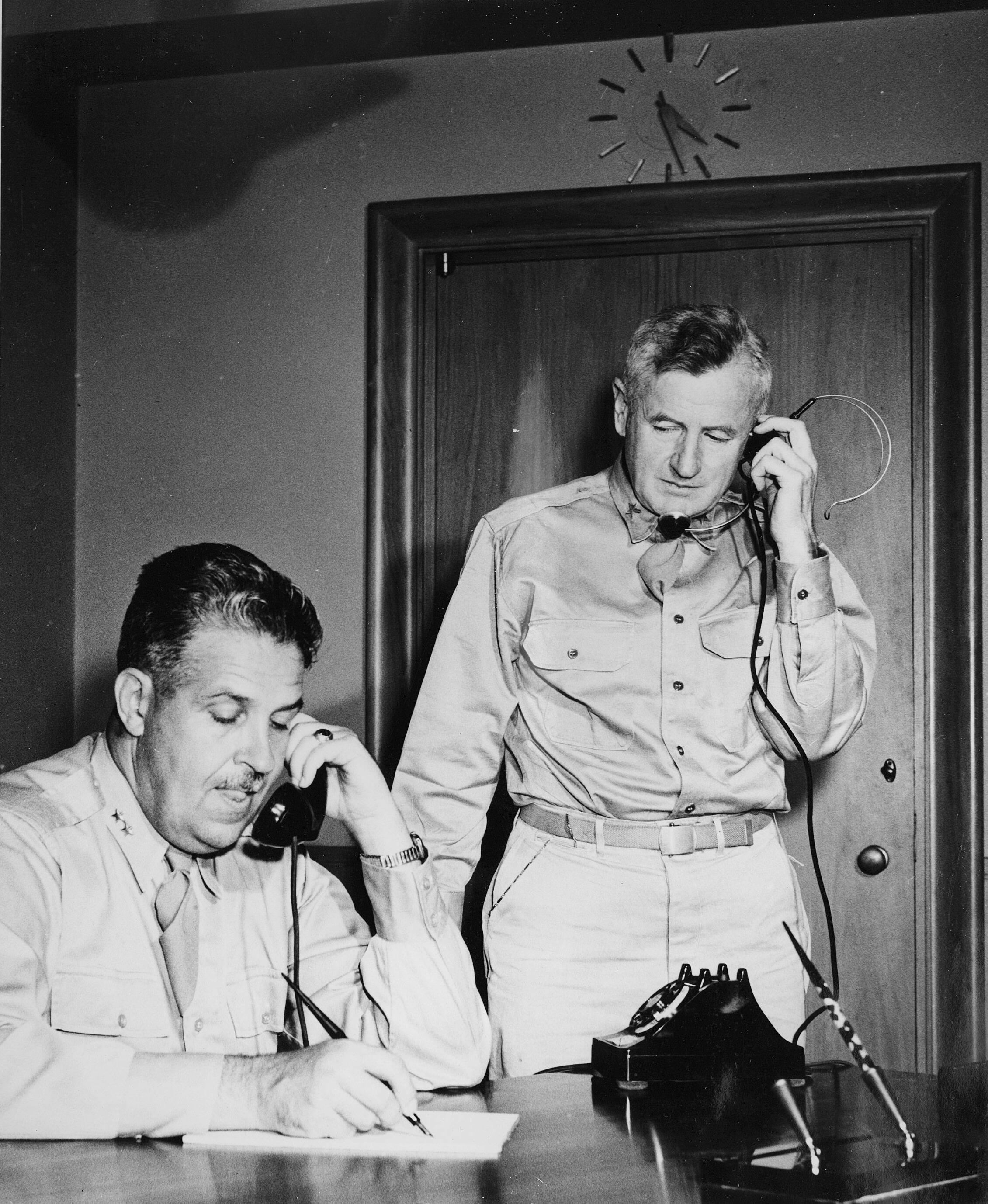
電話を受けているグローヴス少将の隣で通話を傍受するファーレル（当時准将）、1945年

トーマス・フランシス・ファーレル (Thomas Francis Farrell 、1891年11月3日 - 1967年4月11日) は、アメリカ陸軍の軍人。レズリー・グローヴスの副官であり、マンハッタン計画を現場責任者として指揮した。最終階級は少将。

## 人物・来歴

### 第二次世界大戦前
1891年、ニューヨーク州のトロイにて、ジョン・ジョセフ・ファーレルとマーガレット・コノリー夫妻の息子として生まれた。1912年にレンセラー工科大学を卒業し、パナマ運河で1913年から1916年まで働いた。第一次世界大戦中には、フランスに派遣されたアメリカ欧州派遣軍（のちの第1軍 (アメリカ軍)）の第一工兵大隊に従軍し、殊勲十字章を得た。1926年に陸軍を除隊し、民間人としてニューヨーク州の公務員となった。

## マンハッタン計画
1941年2月に、当時大佐だったレズリー・グローヴスの部下となり、ビルマ公路建設などに従事。1945年1月、グローヴスから副官に指名されロスアラモス国立研究所に異動。同年8月、トルーマン大統領からポール・ティベッツ機長への指令書を携えてテニアン島に赴き、原子爆弾「ファットマン」に「ヒロヒトへ 親愛を込めて」と記した。

## 戦後
1945年8月30日、広島と長崎で、原爆の影響を調査するために科学者のチームを引率した（原爆傷害調査委員会）。9月6日、東京の帝国ホテルで連合国の海外特派員向けに「広島・長崎では、死ぬべき者は死んでしまい、9月上旬現在において、原爆放射能のために苦しんでいる者（原爆症患者）は皆無だ」とする声明を出した。
第二次世界大戦後、少将に昇進し、1946年4月に現役を退いた。